# Ana del Río
Ana del Río (Villanueva del Río y Minas, 13 de octubre de 1949) es una cantante española de copla andaluza.

## Trayectoria artística
Proviene de una familia humilde y sin intención de dedicarse al espectáculo, ya que sus padres no se lo permitían. La escucharon cantar en la Feria de Abril de Sevilla y animada por unos amigos comenzó su carrera artística. Ha publicado varios discos dedicados a la Copla y a la canción melódica, incluyendo creaciones del maestro Juan Solano. Ha participado en programas de televisión dedicados a la música andaluza, entre ellos "Quédate con la copla", de Antena 3, donde compartió protagonismo junto a Antoñita Moreno cantando saetas. O en Se llama copla, en Canal Sur Televisión como jurado en la novena edición del programa en 2015. Además de efectuar numerosas giras por España, Ana del Río ha realizado conciertos en México, Alemania y Bélgica. En Sevilla, ha presentado sus espectáculos en diferentes teatros de la capital, entre ellos el teatro Lope de Vega y el Imperial.

## Discografía
- Sevilla de mi alma
- Como un veneno
- Homenaje a Rafael de León
- Como agua de Torrente
- Cinco nombres de mujer (2002) (acompañado por una orquesta sinfónica)